# Ольшево (Минская область)
Ольшево (белор. Альшэва) — деревня в Мядельском районе Минской области Белоруссии. Входит в состав Свирского сельсовета. 

## География
Деревня расположена вблизи дороги Р95 Лынтупы — Сморгонь. Рядом с деревней протекает река Страча. Вблизи расположен заповедник «Голубые озера» Национального парка «Нарочанский», который ещё при Польше называли Белорусской Швейцарией.

## История

### Эпоха феодализма
Во времена Великого княжества Литовского имение Ольшево вместе с соседними Бакштами принадлежало семейству Гаштольдов.
7 июля 1468 года Ян Гаштольд, сын Петра Гаштольда, вместе с женой Екатериной Петковой и детьми пожаловали грамоту виленским францисканцам у Девы Марии на Песках. В грамоте было записано 10 бочек со двора Ольшево — 5 жита и 5 овощей, по одной бочке пшеницы и гороха, одного поросенка ежегодно с обязательством совершения двух еженедельных служб — одну за живых, вторую за мертвых и неделю молитв при поминках после их смерти.
Затем владение перешло к Котеллам, резиденция которых находилась в Бакштах. Впоследствии Ольшевом владели богатые роды Кишек, Козелл-Поклевских.
В качестве приданного Анны Козелл-Поклевской имение перешло к писарю Великого княжества Литовского Людвигу Якубу на Бакштах Хоминскому (ум. в 1739 году).
Людвиг Якуб Хоминский был предприимчивым хозяином: по Вилии и Неману отправлял местные товары на рынок в Крулевец (Кёнигсберг). С Крулевца привозил дорогие вина и венецианские зеркала. Он же перенес свою резиденцию в Ольшево.
В 1847 году — имение Ольшево в Свенцянском уезде Виленской губернии принадлежало генералу Станиславу Хоминскому. В имении проживало 17 дворовых крестьян. Помимо господского двора в Ольшево, имение включало фольварок Бакшты, 4 застенка (Янов, Харевщизна, Толкунец, Кавалевщизна) и 8 деревень.
По дороге из Свенцян находились 2 корчмы — Ольшевская и Погулянка.
В 1855 году в имении была винокурня, водяная мельница, лесопилка.
В 1861 году имение принадлежало помещику Хоминскому. В имении насчитывалось 347 крепостных душ мужского пола (в том числе 18 дворовых) и 61 издельный двор. Всего удобной земли в имении было 915 десятин (по 2,8 десятины на душу). Величина денежного оброка составляла барщины 4 рубля 50 копеек. Натуральные повинности с каждого двора выполнялись следующие: выпрясть две тальки, сторожество и ночной караул по очереди. Пригона отбывалось 156 дней со двора для крепостных душ мужского и женского пола. Сгона было по 6 дней для рабочих душ мужского пола

### Эпоха капитализма
В 1890 году на винокурне работала паровая машина.
В 1904 году на месте современной деревни имение (35 жителей) и урочище (9 жителей) Свирской волости Свенцянского уезда. В имении работал казенный винный магазин.
В 1907 г. в Вильно впервые была издана на польском языке Ольшевская летопись. Летопись содержала также польский перевод Статута ВКЛ 1529 года.
В 1921 году имение Ольшево в составе Срединной Литвы. С 1924 г. — в Свирской гмине Свенцянского повета Виленского воеводства.
В феврале 1921 г. в Ольшево действовала белорусская школа (38 учеников), которая впоследствии была закрыта польскими властями.
В годы Первой мировой войны немецкие войска проложили через деревню узкоколейную железную дорогу к линии фронта (Лынтупы — Кобыльник).
В 1930 году имение Ольшево, которым владел Людвиг Хоминский с женой Стефанией, насчитывало 3642 га.
В 1935 году виленский фотограф Ян Булгак издал книгу «Нарочь — самое большое озеро в Польше», в которой есть описание усадьбы и парка в Ольшево.
С 12 октября 1940 года — в составе Кутьковского сельсовета Свирского района Вилейской области.
С 20 сентября 1944 года — в составе Молодечненской области.
С 31 августа 1959 года — в составе Мядельского района; с 20 января 1960 года — в составе Минской области.
В 1960 году в деревне 177 жителей. С 1964 года в составе совхоза «Константиново» (центр в д. Комарово).
В 1966 г. в Ольшево на протяжении трёх недель действовал пионерский лагерь, в котором отдыхало 96 школьников.
С 4 сентября 1991 года — в составе колхоза «Константиново».
По состоянию на 1 января 1997 года — 29 дворов, 55 жителей.

## На современном этапе
В 2012 году в Ольшево проживало 25 человек. По состоянию на 1 января 2017 года — 23 жителя.

## Достопримечательности

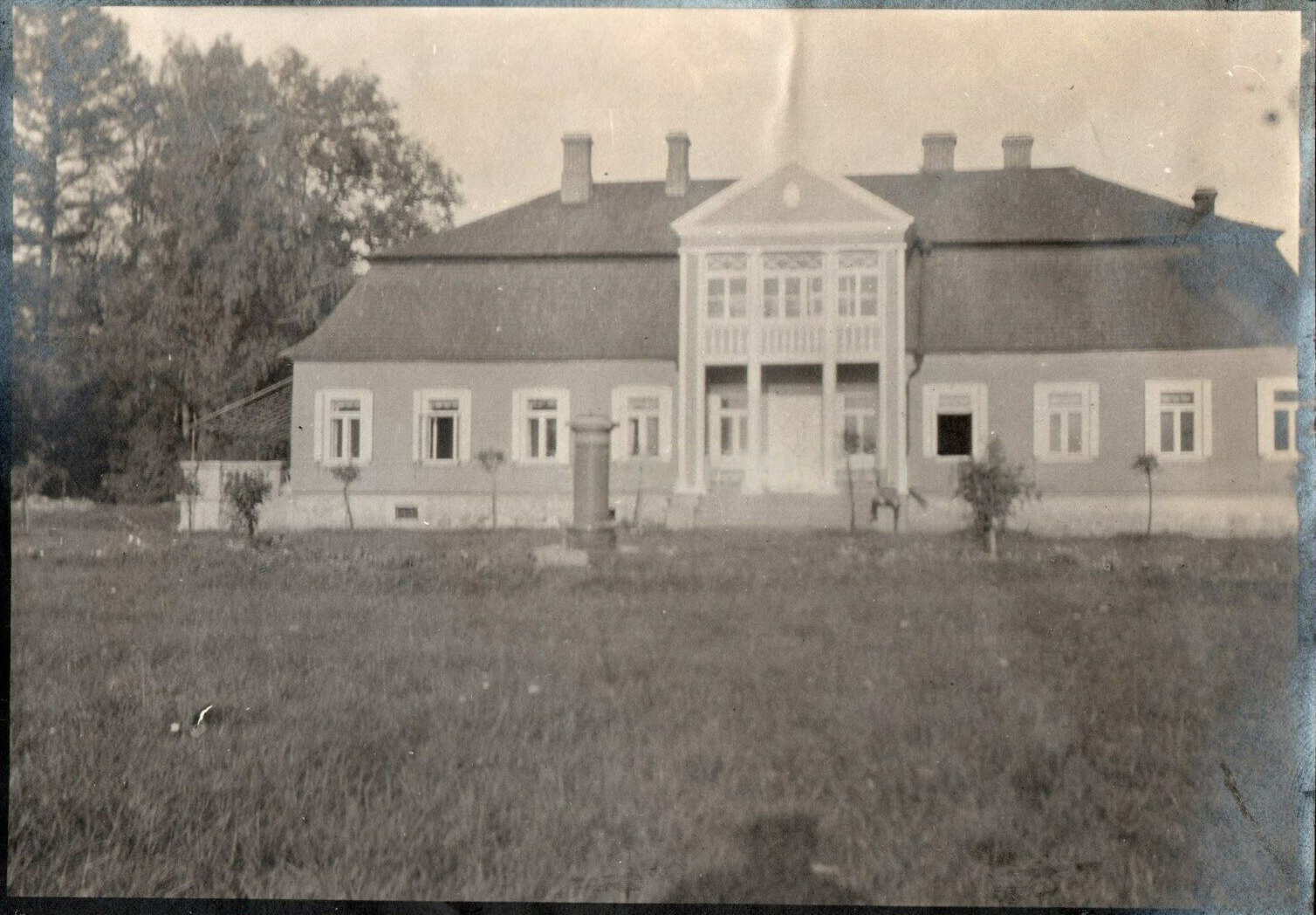
Усадьба Хоминских

- Фрагменты бывшего усадебно-паркового ансамбля Хоминских (конец ХVІІІ — начало XX вв.) на левом берегу реки Страча —  Историко-культурная ценность Республики Беларусь, шифр 612Г000419. (Архитектор — Тадеуш Ростворовский). 
  - Фрагменты усадебного дома
  - Фрагменты парка
  - Хозяйственные постройки
  - Ледовня (1887)
  - Конюшня (конец ХІХ — начало XX вв.)
- Католическое кладбище

## Известные жители и уроженцы
- Хоминский Станислав Фаддеевич
- Хоминский Александр Станиславович
- Хоминский Людвиг Александрович